# Beilschmiedia elliptica
Beilschmiedia elliptica, conocida como el Nogal gris (Grey Walnut) es una laurácea del bosque lluvioso del este de Australia. El rango de su distribución natural es desde la localidad de Forster, Nueva Gales del Sur (32° S) hasta la Isla Fraser (25° S) en el sureste de Queensland. Beilschmiedia elliptica crece en clima templado con inviernos suaves y en selvas subtropicales. No es una especie rara.

## Descripción
Es un árbol mediano a  grande de una altura de 30 metros y 90 cm de diámetro en el tronco. El tronco cilíndrico es café rojizo o gris, con depresiones en la corteza. La base del árbol está rebordeada o algo ensanchada en la base.
LlAMADA HOJA ELITICA
Los brotes y tallos son vellosos. Las hojas de forma elíptica son alternadas y no son dentadas, de 8 a 10 cm de largo y de 2 a 3 cm de ancho. La nervadura de la hoja es prominente por ambos lados, con una vena central levantada y una vena prominente intramarginal.
Flores cremosas se forman en panículas de agosto a octubre. El fruto es una drupa negra redonda con un vello glauco, de 12 mm de largo con una sola semilla adentro. El fruto madura de febrero a abril. Como muchas lauráceas australianas, se recomienda la remoción del arilo carnoso para ayudar a la germinación de la semilla, la cual es lenta pero bastante confiable en Beilschmiedia elliptica.
El fruto es comido por una variedad de aves, incluyendo paloma de fruta de corona rosa, paloma nudo de cabeza y paloma de cabeza blanca.